# Wahlkreis Sömmerda
Der Wahlkreis Sömmerda war ein Landtagswahlkreis zur Landtagswahl in Thüringen 1990, der ersten Landtagswahl nach der Wiedergründung des Landes Thüringen. Er hatte die Wahlkreisnummer 11.
Der Wahlkreis umfasste den kompletten damaligen  Landkreis Sömmerda mit folgenden Städten und Gemeinden:
Bachra, Beichlingen, Büchel, Buttstädt, Dermsdorf, Ellersleben, Eßleben-Teutleben, Frömmstedt, Frohndorf, Gangloffsömmern, Griefstedt, Großbrembach, Großmonra, Großneuhausen, Günstedt, Guthmannshausen, Hardisleben, Henschleben, Herrnschwende, Kindelbrück, Kleinbrembach, Kleinneuhausen, Kölleda, Leubingen, Mannstedt, Olbersleben, Orlishausen, Ostramondra, Ottenhausen, Rastenberg, Riethgen, Roldisleben, Rothenberga, Rudersdorf, Schallenburg, Scherndorf, Schillingstedt, Schwerstedt, Sömmerda, Sprötau, Straußfurt, Tunzenhausen, Vogelsberg,
Waltersdorf, Weißensee, Werningshausen und Wundersleben.

## Ergebnisse
Die Landtagswahl 1990 fand am 14. Oktober 1990 statt und hatte folgendes Ergebnis für den Wahlkreis Sömmerda:
| Direktkandidat | Partei (Kürzel) | Erststimmen (%) | Zweitstimmen (%) |
| -------------- | --------------- | --------------- | ---------------- |
| Dietmar Werner | CDU             | 51,4            | 50,1             |
|                | Chr. L          | -               | 00,3             |
|                | DFD             | -               | 01,0             |
|                | REP             | 01,0            | 00,7             |
|                | DBU             | -               | 00,3             |
|                | DSU             | 02,0            | 01,6             |
|                | F.D.P.          | 09,4            | 09,4             |
|                | LL-PDS          | 07,3            | 07,0             |
|                | NPD             | -               | 00,2             |
|                | NFGRDJ          | 05,4            | 04,8             |
|                | SPD             | 22,6            | 23,6             |
|                | UFV             | 01,5            | 00,9             |

Es waren 48.872 Personen wahlberechtigt. Die Wahlbeteiligung lag bei 72,5 %.  Als Direktkandidat wurde Dietmar Werner (CDU) gewählt. Er erreichte 51,4 % aller gültigen Stimmen.